# Mykola Oleschtschuk

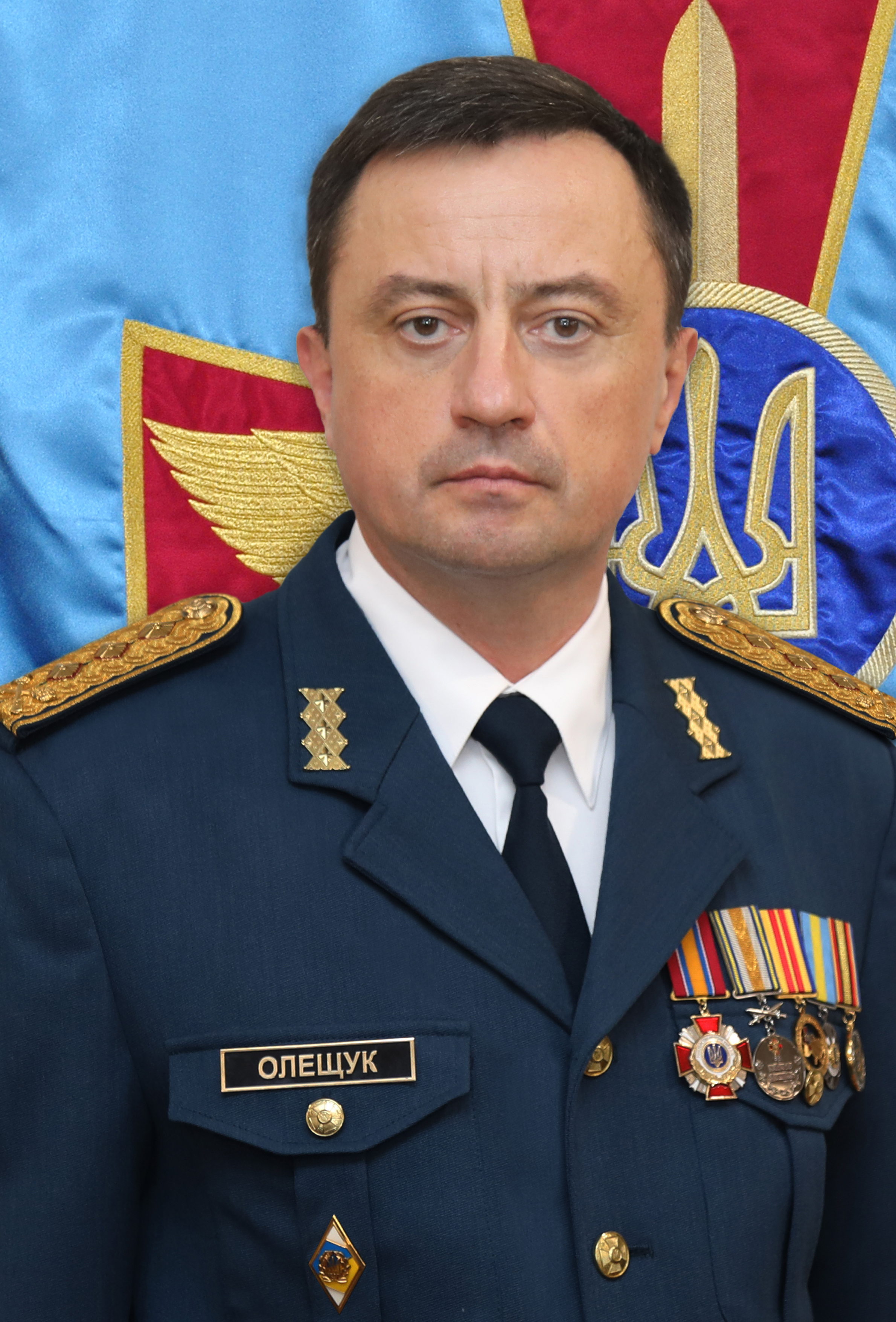
Mykola Oleschtschuk (2021)

Mykola Mykolajowytsch Oleschtschuk (ukrainisch Микола Миколайович Олещук; * 25. Mai 1972 in Luzk) war von 2021 bis 2024 Kommandeur der ukrainischen Luftstreitkräfte. Er ist seit 2021 Generalleutnant.

## Leben
Mykola Oleschtschuk schloss 1994 die Hochschule für Luftverteidigung in Schytomyr ab. Anschließend war er Leiter der CVM-Berechnung und Digitalrechner der Gefechtsleitung der Flugabwehr-Raketendivision (S-300) des Flugabwehr-Raketenregiments in Kamjanka-Buska. Er blieb in der Einheit und war dort zuletzt Kommandeur der Flugabwehrraketendivision. 2002 begann er ein Studium an der Militärhochschule in Charkiw, welches er 2004 mit Auszeichnung beendete. Anschließend war er bei der Flugabwehr-Raketenbrigade des Luftkommandos Süd in Odessa zunächst stellvertretender Kommandeur, später Kommandeur. Von 2009 bis 2010 besuchte er die Nationale Verteidigungsakademie der Ukraine, wo er eine operativ-strategische Ausbildung erhielt. Anschließend war Mykola Oleschtschuk stellvertretender Stabschef des Luftkommandos Süd, bevor er 2012 zum stellvertretenden Stabschef des Luftwaffenkommandos der Streitkräfte der Ukraine befördert wurde. 2016 bis 2021 war er Stabschef und erster stellvertretender Kommandeur des Luftkommandos Ost in Dnipro. Im August 2021 wurde er zum Kommandeur der ukrainischen Luftstreitkräfte ernannt und zwei Monate später zum Generalleutnant befördert.
Im August 2024 wurde Oleschtschuk auf Weisung von Präsident Wolodymyr Selenskyj vom Posten des Kommandeurs der Luftstreitkräfte entlassen, nachdem einer der wenigen ukrainischen F-16-Kampfjets abgestürzt war und der Pilot Oleksij Mes dabei ums Leben kam.
Mykola Oleschtschuk ist verheiratet, hat eine Tochter und einen Sohn.

## Auszeichnungen
- 2022: Bohdan-Chmelnyzkyj-Orden III. Klasse[4]
- 2022: Held der Ukraine